# Wiśniówka (wódka)

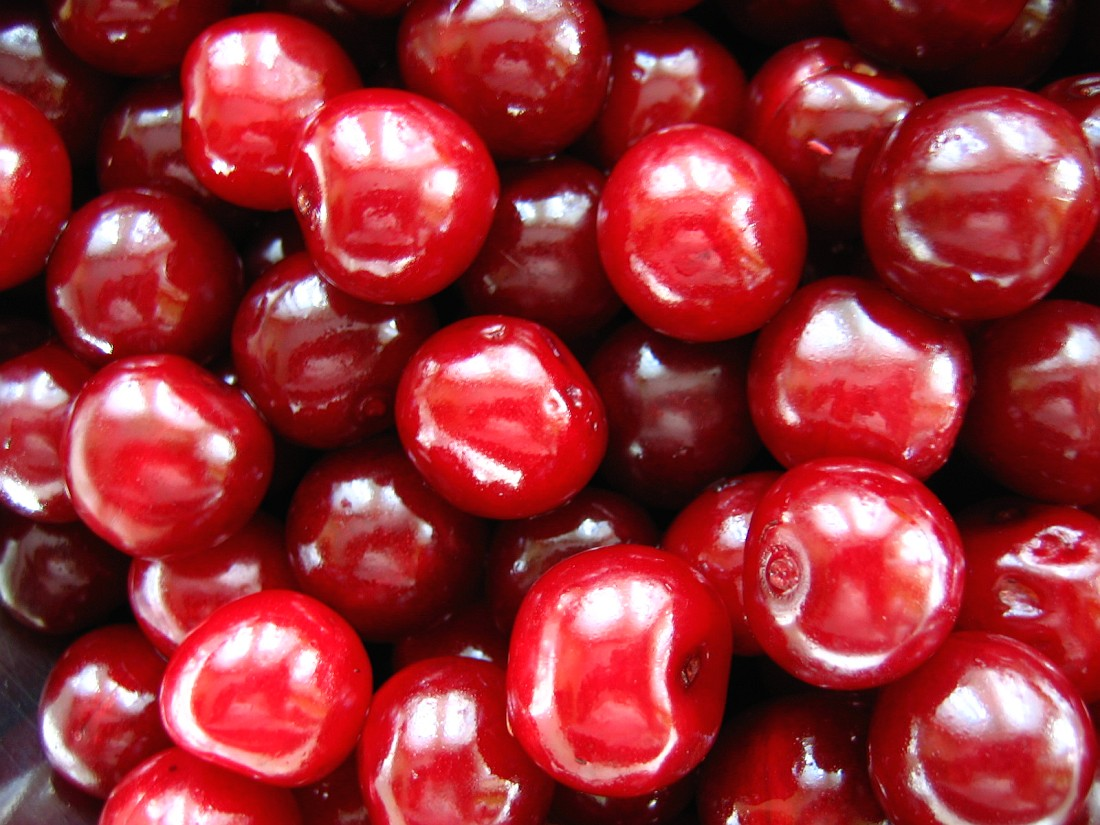
Owoce wiśni są jednym z głównych komponentów nalewki wiśniowej

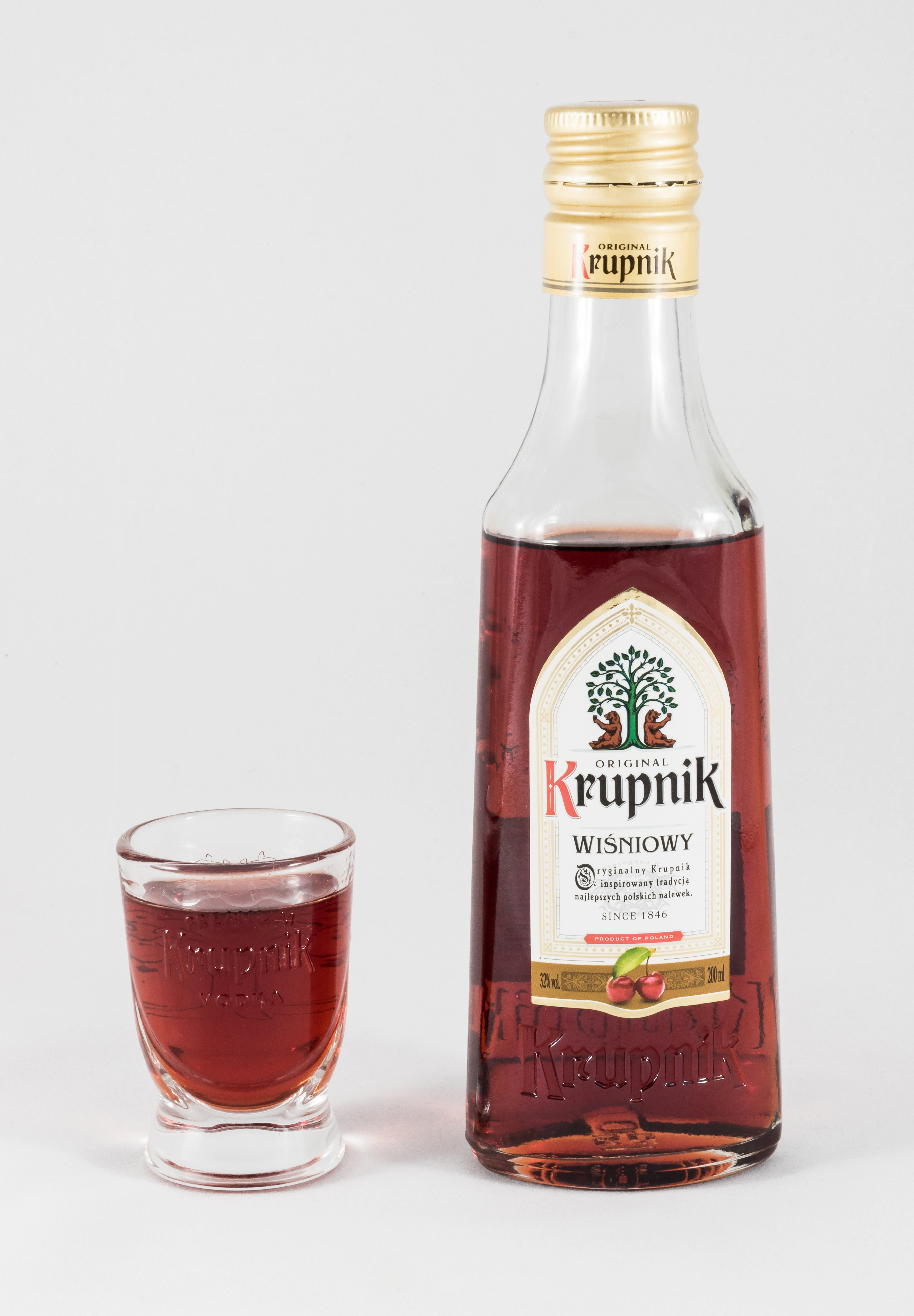
Likier wiśniowy Krupnik

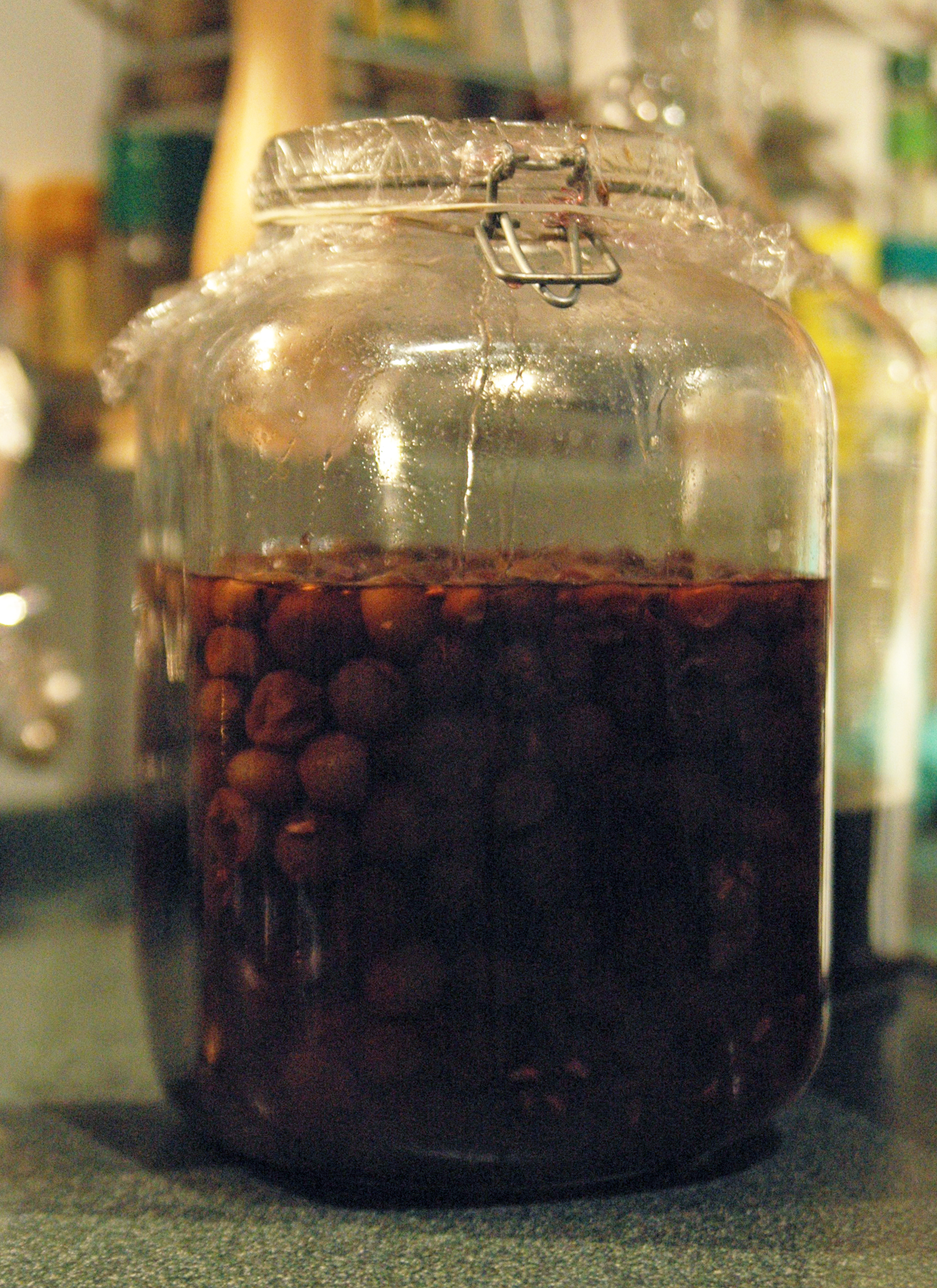
Domowy wyrób wiśniówki

Wiśniówka – rodzaj likieru o smaku i zapachu wiśni. Zazwyczaj słodki, o niezbyt wysokiej zawartości alkoholu (ok. 35%), wytwarzany przemysłowo przez zmieszanie spirytusu z wodą, cukrem i aromatem wiśniowym. Produkt ten bywa określany także angielską nazwą "Cherry Cordial".
W klasycznej recepturze domową nalewkę wiśniową wykonuje się przez wielotygodniowe (ok. 2 miesięcy) macerowanie wiśni, uprzednio pozbawionych pestek, w spirytusie lub wódce, a następnie dosłodzenie ekstraktu syropem.